# Huccijasz neszai király
Huccijasz Nesza uralkodója volt az i. e. 17. század folyamán. Erre néhány közvetett adat áll rendelkezésre a hettita királylistából, ugyanakkor feltehető az azonossága a calpai és a hattuszaszi Huccijasszal is.
Az egykorú források szerint Labarnasz apósa, Tudhalijasz apja vagy nagyapja is a Huccijasz nevet viselte. Semmi közelebbi nem ismert a személyéről, más egykorú forrásban Huccijasz csak Nesza vagy Hattuszasz kapcsán kerül említésre.